# Auersbach
Auersbach là một đô thị thuộc huyện Feldbach trong bang Steiermark, nước Áo. Đô thị Auersbach có diện tích 12,59 km², dân số cuối năm 2005 là 301 người.